# Kovasin (ö i Södra Karelen)
Kovasin är en ö i Finland. Den ligger i sjön Saimen och i kommunen Villmanstrand i den ekonomiska regionen  Villmanstrands ekonomiska region  och landskapet Södra Karelen, i den södra delen av landet, 220 km nordost om huvudstaden Helsingfors. Öns area är 2,3 hektar och dess största längd är 210 meter i öst-västlig riktning.